# Schmalspurbahn Tessin
| Streckenlänge: | 42,3 km             |                         |                         |
| Spurweite: | 750 mm (Schmalspur) |                         |                         |
| |                     |                         |                         |
| \| \| \| von Sanitz (Normalspur) \| \| \| \| 0,0 \| Tessin \| Tessin \| \| \| \| Zuckerfabrik Tessin \| \| \| \| \| \| \| \| \| 3,5 \| Zarnewanz \| Zarnewanz \| \| \| 6,3 \| Gnewitz \| Gnewitz \| \| \| \| Recknitz \| \| \| \| 1,3 \| Abzweig \| Abzweig \| \| \| 1,9 \| Vilz \| Vilz \| \| \| 4,7 \| Kowalz \| Kowalz \| \| \| 6,3 \| Thelkow \| Thelkow \| \| \| \| \| \| \| \| 3,2 \| Reddershof \| Reddershof \| \| \| 5,2 \| Selpin \| Selpin \| \| \| 6,8 \| Wilhelmshof-Wesselstorf \| Wilhelmshof-Wesselstorf \| \| \| 8,6 \| Friedrichshof \| Friedrichshof \| \| \| 9,5 \| Abzweig \| Abzweig \| \| \| 12,0 \| Walkendorf \| Walkendorf \| \| \| 10,3 \| Abzweig \| Abzweig \| \| \| 12,4 \| Neu Polchow \| Neu Polchow \| \| \| 15,8 \| Groß Ridsenow \| Groß Ridsenow \| \| \| 11,0 \| Stechow \| Stechow \| \| \| 11,6 \| Abzweig \| Abzweig \| \| \| 13,7 \| Rensow \| Rensow \| \| \| \| Abzweig \| \| \| \| 15,5 \| Prebberede \| Prebberede \| \| \| 16,7 \| Vietschow \| Vietschow \| \| \| 13,5 \| Dalwitz \| Dalwitz \| \| \| 16,1 \| Stierow \| Stierow \| |                     |                         |                         |
| Strecke |                     | von Sanitz (Normalspur) | von Sanitz (Normalspur) |
| Haltepunkt / Haltestelle Streckenende · Betriebs-/Güterbahnhof Streckenanfang (Strecke außer Betrieb) | 0,0                 | Tessin                  | Tessin                  |
| Strecke von links (außer Betrieb) · Abzweig geradeaus, nach rechts und von rechts (Strecke außer Betrieb) · Betriebs-/Güterbahnhof Streckenanfang (Strecke außer Betrieb) |                     | Zuckerfabrik Tessin     | Zuckerfabrik Tessin     |
| Strecke (außer Betrieb) · Abzweig geradeaus, nach links und von links (Strecke außer Betrieb) · Strecke nach rechts (außer Betrieb) |                     |                         |                         |
| Strecke (außer Betrieb) · Dienststation / Betriebs- oder Güterbahnhof (Strecke außer Betrieb) | 3,5                 | Zarnewanz               | Zarnewanz               |
| Strecke (außer Betrieb) · Betriebs-/Güterbahnhof Streckenende (Strecke außer Betrieb) | 6,3                 | Gnewitz                 | Gnewitz                 |
| Brücke über Wasserlauf (Strecke außer Betrieb) |                     | Recknitz                | Recknitz                |
| Abzweig geradeaus und nach links (Strecke außer Betrieb) · Strecke von rechts (außer Betrieb) | 1,3                 | Abzweig                 | Abzweig                 |
| Strecke (außer Betrieb) · Dienststation / Betriebs- oder Güterbahnhof (Strecke außer Betrieb) | 1,9                 | Vilz                    | Vilz                    |
| Strecke (außer Betrieb) · Dienststation / Betriebs- oder Güterbahnhof (Strecke außer Betrieb) | 4,7                 | Kowalz                  | Kowalz                  |
| Strecke (außer Betrieb) · Betriebs-/Güterbahnhof Streckenende (Strecke außer Betrieb) | 6,3                 | Thelkow                 | Thelkow                 |
| Strecke nach links (außer Betrieb) · Strecke von rechts (außer Betrieb) |                     |                         |                         |
| Dienststation / Betriebs- oder Güterbahnhof (Strecke außer Betrieb) | 3,2                 | Reddershof              | Reddershof              |
| Dienststation / Betriebs- oder Güterbahnhof (Strecke außer Betrieb) | 5,2                 | Selpin                  | Selpin                  |
| Dienststation / Betriebs- oder Güterbahnhof (Strecke außer Betrieb) | 6,8                 | Wilhelmshof-Wesselstorf | Wilhelmshof-Wesselstorf |
| Dienststation / Betriebs- oder Güterbahnhof (Strecke außer Betrieb) | 8,6                 | Friedrichshof           | Friedrichshof           |
| Abzweig geradeaus und nach links (Strecke außer Betrieb) · Strecke von rechts (außer Betrieb) | 9,5                 | Abzweig                 | Abzweig                 |
| Strecke (außer Betrieb) · Betriebs-/Güterbahnhof Streckenende (Strecke außer Betrieb) | 12,0                | Walkendorf              | Walkendorf              |
| Abzweig geradeaus und nach links (Strecke außer Betrieb) · Strecke von rechts (außer Betrieb) | 10,3                | Abzweig                 | Abzweig                 |
| Dienststation / Betriebs- oder Güterbahnhof (Strecke außer Betrieb) · Strecke (außer Betrieb) | 12,4                | Neu Polchow             | Neu Polchow             |
| Betriebs-/Güterbahnhof Streckenende (Strecke außer Betrieb) · Strecke (außer Betrieb) | 15,8                | Groß Ridsenow           | Groß Ridsenow           |
| Dienststation / Betriebs- oder Güterbahnhof (Strecke außer Betrieb) | 11,0                | Stechow                 | Stechow                 |
| Strecke von links (außer Betrieb) · Abzweig geradeaus und nach rechts (Strecke außer Betrieb) | 11,6                | Abzweig                 | Abzweig                 |
| Dienststation / Betriebs- oder Güterbahnhof (Strecke außer Betrieb) · Strecke (außer Betrieb) | 13,7                | Rensow                  | Rensow                  |
| Strecke von links (außer Betrieb) · Abzweig geradeaus und nach rechts (Strecke außer Betrieb) · Strecke (außer Betrieb) |                     | Abzweig                 | Abzweig                 |
| Betriebs-/Güterbahnhof Streckenende (Strecke außer Betrieb) · Strecke (außer Betrieb) · Strecke (außer Betrieb) | 15,5                | Prebberede              | Prebberede              |
| Betriebs-/Güterbahnhof Streckenende (Strecke außer Betrieb) · Strecke (außer Betrieb) | 16,7                | Vietschow               | Vietschow               |
| Dienststation / Betriebs- oder Güterbahnhof (Strecke außer Betrieb) | 13,5                | Dalwitz                 | Dalwitz                 |
| Betriebs-/Güterbahnhof Streckenende (Strecke außer Betrieb) | 16,1                | Stierow                 | Stierow                 |

Die Schmalspurbahn Tessin (auch Tessiner Rübenbahn oder Werkbahn Tessin) betrieb ein ausschließlich dem Güterverkehr dienendes Eisenbahnnetz um Tessin in Mecklenburg-Vorpommern. 

## Geschichte

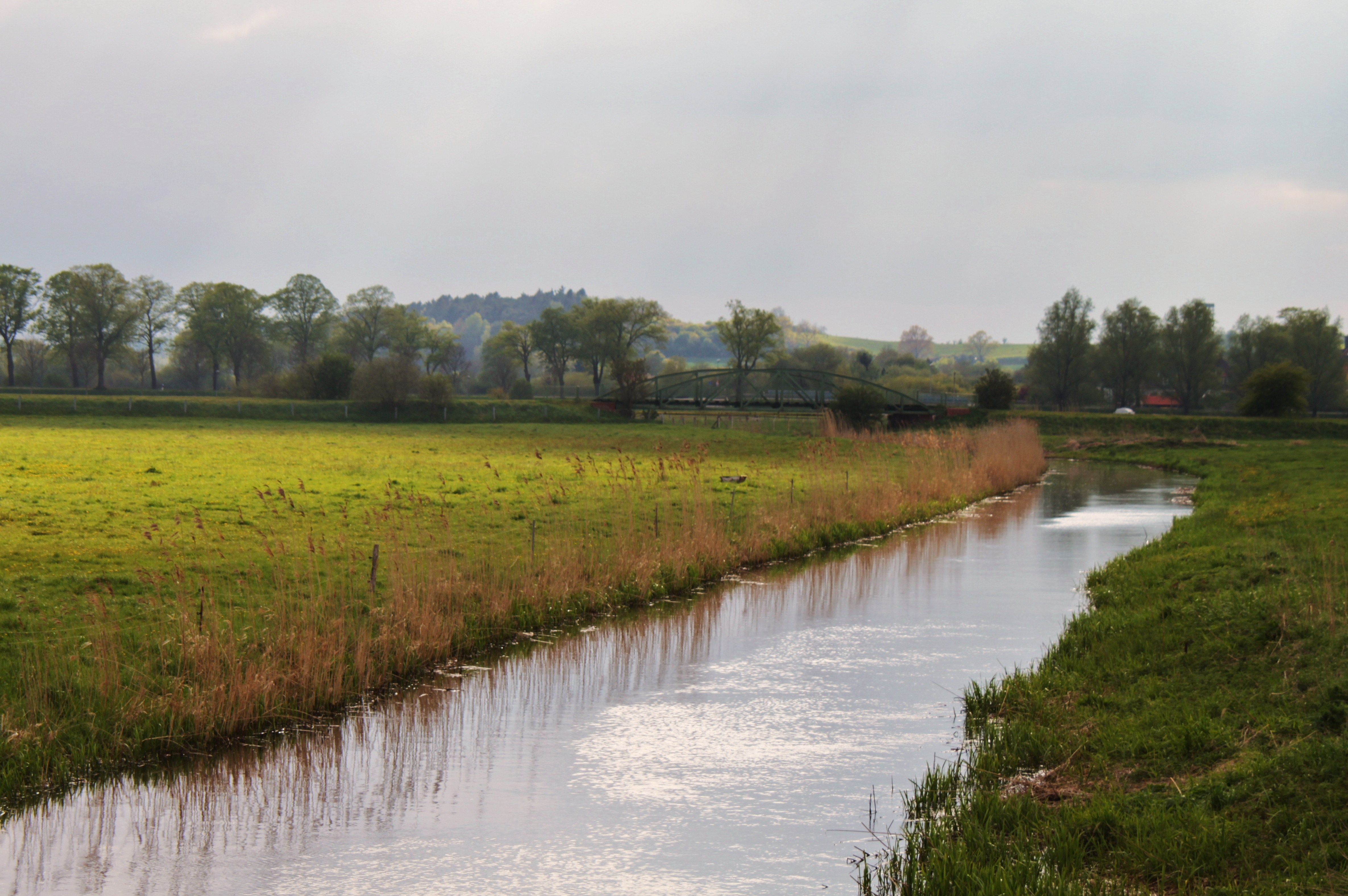
Brücke der Schmalspurbahn über die Recknitz (2010)

Am 9. Mai 1895 gründeten mehrere Rittergutsbesitzer und Gutspächter aus der Gegend um Tessin die Schmalspurbahn Tessin GmbH, deren Zweck der „Bau und Betrieb einer landwirtschaftlichen und gewerblichen Zwecken dienenden Kleinbahn“ war. Als Kapital standen 205.000 Mark in Verfügung. Als erste Geschäftsführer agierten der Graf von Bassewitz-Dalwitz, Gutsbesitzer Grapengiesser aus Kuchstorf sowie Herr von Lowtzow-Polchow. Sitz der GmbH war Tessin. Die Gesellschaft erhielt für den Bau eine Genehmigung nach dem preußischen Kleinbahngesetz, das das Großherzogtum Mecklenburg-Schwerin für sein Staatsgebiet übernommen hatte.
Die Schmalspurbahn mit 750 mm Spurweite wurde abschnittsweise 1896 eröffnet und umfasste 48 km Schienennetz mit einer Reihe von Verzweigungen. Die offizielle Streckenabnahme fand am 12. Dezember 1896 statt, jedoch waren Teile des Netzes bereits vorher in Betrieb. 1897 ging noch ein Abzweig nach Walkendorf in Betrieb, 1914 der Abzweig von Rensow nach Prebberede, damit war der größte Ausbauzustand von 50,5 km Netzlänge erreicht.
Am 18. Mai 1921 übernahm die Zuckerfabrik Tessin GmbH die Bahn und betrieb sie als Abteilung Schmalspurbahn. Die erste Stilllegung im Netz erfolgte am 23. Mai 1933 mit dem Abschnitt Rensow–Vietschow. Mitte der 1950er Jahre waren nur noch die Abschnitte nach Zarnewanz, Thelkow und Walkendorf in Betrieb, die Strecken südlich von Walkendorf waren bereits stillgelegt. 1958 erfolgte die Stilllegung des Abzweigs nach Gnewitz in Folge eines Hochwassers, um 1960 folgte die Strecke nach Thelkow. Nach der Ernte 1963 wurde als letzte Strecke der Abschnitt Tessin–Walkendorf stillgelegt. Die Bahn war technisch verschlissen, da seit den 1930er Jahren keine Streckenerneuerung mehr durchgeführt worden war; die Fahrzeuge wurden während der gesamten Existenzzeit nicht ausgetauscht. Der Streckenrückbau erfolgte ab etwa 1970.
Zu den Transportgütern gehörten neben Zuckerrüben Düngemittel.
Personenverkehr war anfangs erwogen worden, ist aber nie durchgeführt worden. Die Gesellschaft wollte aus finanziellen Gründen keinen Verkehr für öffentliche Interessen übernehmen.

## Fahrzeuge
1896 beschaffte die Gesellschaft bei Krauss & Comp. drei vierachsige, dreifach gekuppelte Dampflokomotiven, von denen in den 1950er Jahren nur noch eine im Einsatz war. Die Ausmusterung dieser Lokomotive erfolgte Ende der 1950er Jahre. 1930 wurde eine 1919 bei Arnold Jung hergestellte Dampflokomotive (Fabriknr. 2835) angeschafft, die bis 1960 in Betrieb war und dann als stationärer Dampfspender an die Molkerei in Gnoien abgegeben wurde. Ab 1960 kam eine Diesellokomotive des Typs LKM V 10 C zum Einsatz.
Der Wagenpark bestand vor allem aus gedeckten (Bestand 1897: 5) und offenen Güterwagen (70). 1960 sollen bei einem Besuch Günter Meyer 89 Güterwagen vorhanden gewesen sein. Personenwagen waren nicht vorhanden. Anfallende Arbeiten an den Fahrzeugen wurden in einer Werkstatt auf dem Gelände der Zuckerfabrik Tessin erledigt. Der gedeckte Güterwagen 81 ist als einziges Fahrzeug erhalten geblieben und wird heute im Mecklenburgischen Eisenbahn- und Technikmuseum Schwerin ausgestellt.